# Kornelimünster

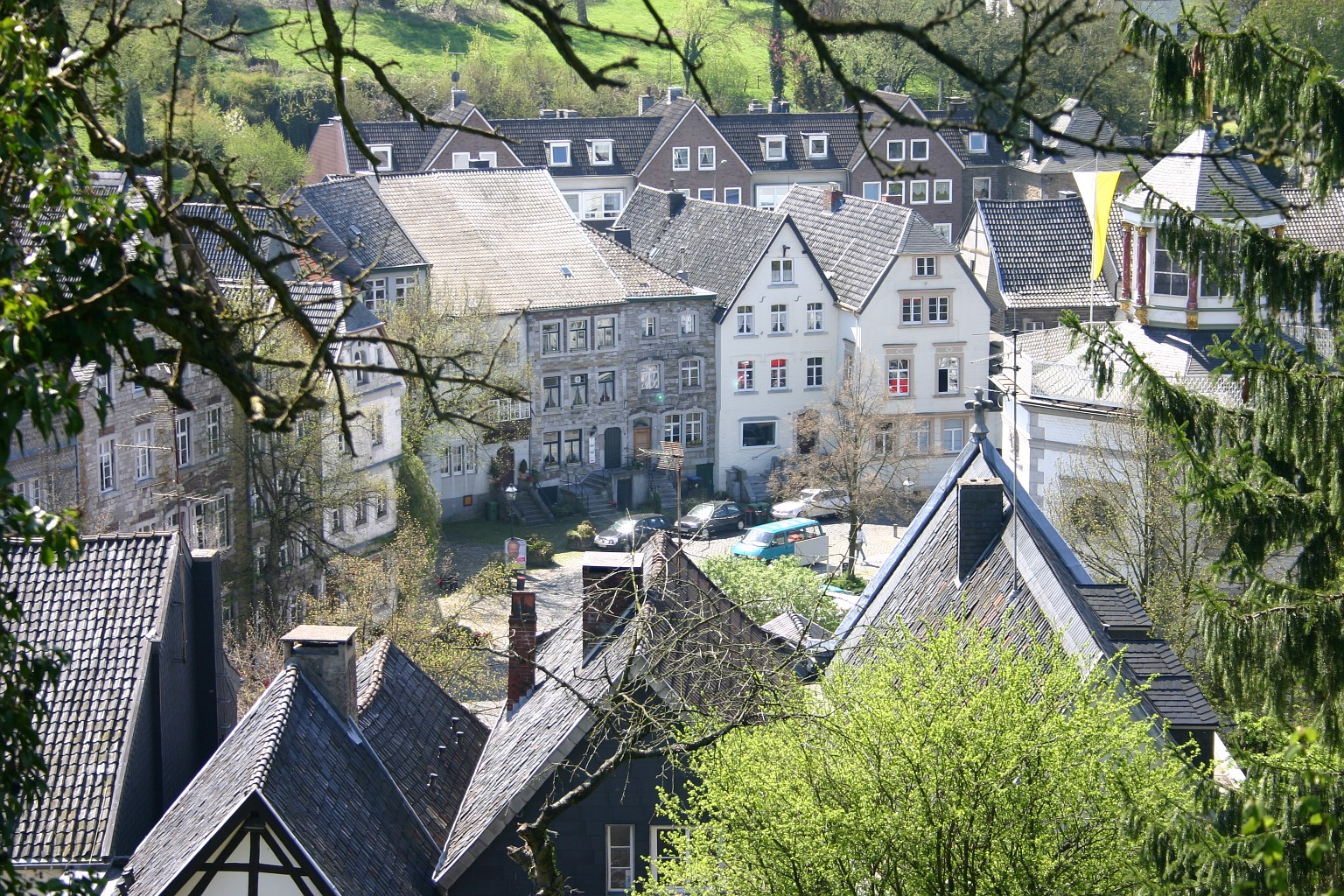
Markt te Kornelimünster

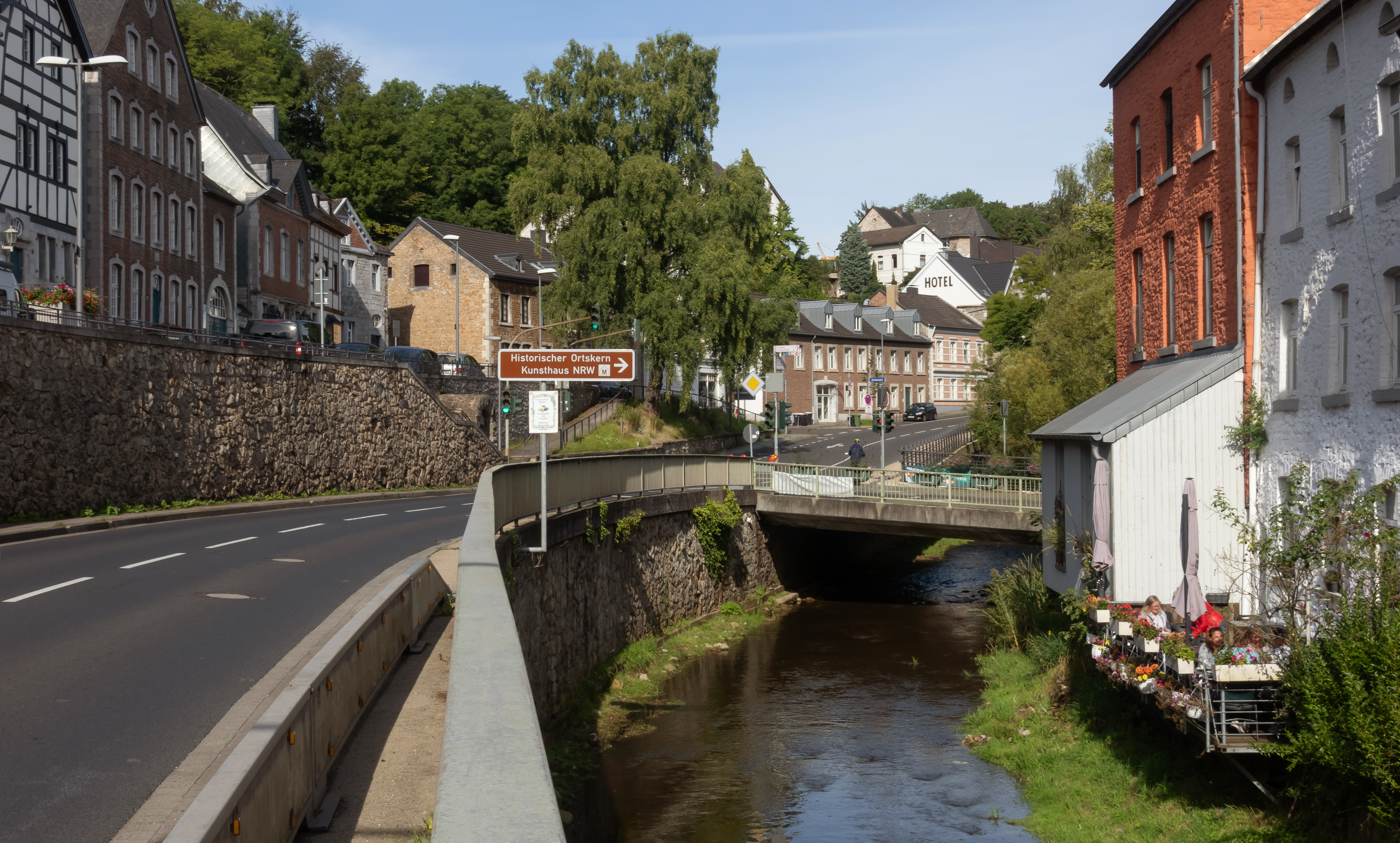
Kornelimünster, straatzicht Napoleonsberg

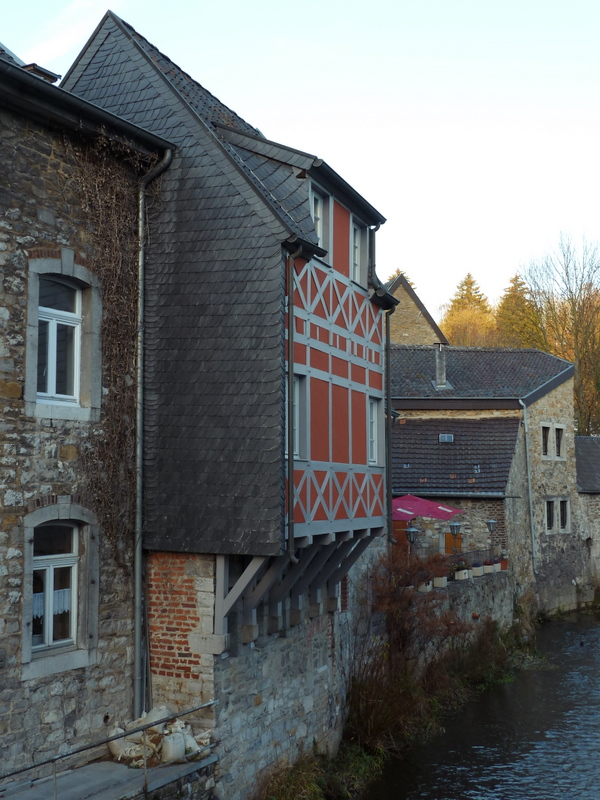
Huizen aan de Inde

Kornelimünster is een plaats in de Duitse gemeente Aken, behorende tot het stadsdeel Kornelimünster/Walheim.

## Geschiedenis
De geschiedenis van Kornelimünster hangt nauw samen met de Abdij van Kornelimünster, die in 814 werd gesticht. De naam van de plaats komt hier ook mee tot uiting: münster is klooster, en dit klooster is gewijd aan Sint-Cornelius.
Halverwege de 9e eeuw werd de Abdij een rijksvrijheid, het zogenaamde Münsterländchen. In 1802 kwam daar een einde aan, toen Kornelimünster onder Frans bestuur kwam. De abdij werd opgeheven en haar bezittingen werden door de Franse staat geconfisqueerd. De gebouwen kregen een seculiere bestemming, behalve de abdijkerk (Sankt Korneliuskirche), die parochiekerk werd. Het Münsterländchen werd onderdeel van het Franse Roerdepartment. In 1815 werd het samen met de rest van het op de linkeroever van de Rijn gelegen Rijnland ingelijfd door Pruisen.
In 1906 kwamen er opnieuw Benedictijnen naar Kornelimünster. Zij stichtten er een nieuwe abdij.
Op 14 september 1944 werd Kornelimünster door Amerikaanse troepen bevrijd. Er werden geen vernielingen aangericht. In 1972 werd de voormalige rijksvrijheid verdeeld over een drietal nieuwe fusiegemeenten: Aken, Stolberg en Roetgen.

## Bezienswaardigheden
- Voormalige Abdij van Kornelimünster met Sint-Corneliuskerk
- Nieuwe Benedictijnerabdij
- Sint-Stefanuskerk, tot 1802 de parochiekerk, daarna kerkhofkapel.
- Diverse woonhuizen en boerderijen
- Café Napoleon, een vakwerkhuis
- Kluiskapel, van 1658
- Joodse begraafplaats
- Naturschutzgebiet Klauserwäldchen/Frankenwäldchen, bosgebied en oude steengroeve van 21 ha.

## Natuur en landschap
Kornelimünster ligt op een hoogte van 235 meter, in het dal van de Inde. De Bernheimer Bach vloeit in Kornelimünster uit in de Inde.

## Nabijgelegen kernen
Schleckheim, Walheim, Venwegen, Breinig, Dorff, Krauthausen, Brand